# Trinorfolkia
Trinorfolkia is een geslacht van straalvinnige vissen uit de familie van drievinslijmvissen (Tripterygiidae).

## Soorten
- Trinorfolkia clarkei (Morton, 1888)
- Trinorfolkia cristata (Kuiter, 1986)
- Trinorfolkia incisa (Kuiter, 1986)